# تشيرتشيق
 تشيرتشيق (بالأوزبكية: Chirchiq / Чирчиқ)‏‎ . (بالروسية: Чирчик)‏ هي مدينة في ولاية طشقند، أوزبكستان، حوالي 32   كم شمال شرق طشقند، على طول نهر تشيرتشيق. تقع تشيرتشيق في جبال تشاتكال. يبلغ عدد سكان تشيرتشيقفي عام 2015 حوالي 170400 نسمة. 
تقع في خط العرض 41 ° 28 '8N ؛ خط الطول 69 ° 34 '56E، 582 متر فوق مستوى سطح البحر.
تأسست المدينة في عام 1935، عندما نمت عدة قرى محلية معًا نتيجة لإنشاء محطة لتوليد الطاقة الكهرومائية على نهر تشيرتشيق.
تقع مدينة تشيرتشيق في وسط منطقة مزروعة بشكل مكثف، وتنتج بشكل أساسي الخضروات والفواكه، بما في ذلك البطيخ والعنب . تنتج الأعمال الكهروكيميائية الكبيرة الأسمدة للمزارع الجماعية في المنطقة. تشمل صناعات تشيرتشيق أيضا إنتاج السبائك الحديدية والآلات للصناعات الزراعية والكيميائية.
تشيرتشيق هي أيضا منطقة ترفيه شتوية رئيسية في منطقة طشقند. يوجد منتجع للتزلج بالقرب من المدينة، يدعى تشيمجان، يجذب السياح من جميع أنحاء آسيا الوسطى وروسيا . يوفر تحويل المياه على نهر تشيرتشيق خارج المدينة المصدر الرئيسي لمياه الشرب لطشقند والمدن الأخرى إلى الجنوب. هناك العديد من القرى بالقرب من تشيرتشيق، على سبيل المثال: Azadbash، Abay، Kyzyltu، Koshkargan، Yumalak، Kotakbash، Tavaksay.
الديموغرافيا . العرق الرئيسي هو الأوزبك، تليها الكازاخ.
التعليم . كلية الطب الكلية الصناعية

## أعلام
- سرفر جباروف
- بافل بوغالو